# Успение Богородично (Пчелино)
„Успение Богородично“ е възрожденска православна църква в метоха Пчелино на ставропигиалния български Рилски манастир.

## Местоположение
Църквата е разположена на няколкостотин метра северно нагоре в планината от метоха.

## История
Църквата е построена през 1789 година. Ктитор е митрополит Серафим Босненски, българин от Банско и бивш игумен на Рилския манастир.

## Архитектура
В архитектурно отношение представлява еднокорабен засводен храм с открит нартекс от юг и запад. На изток има една апсида, вградена в дебелината на източната стена. Градежът е масивен от ломени камъни и кал за спойка. Използвани са дървени греди – обтегачи.
Таванът на храма, както и иконостасът са дъсчени и са украсени с изрисувани с блажни бои звезди, цветя и други.
Царският ред икони, изписани през 1789 г. от Захарий Галатищки – Свети Йоан Рилски, Успение Богородично, Богородица Пантанаса, Свети Георги, Свети Йоан Кръстител и Христос Пантократор, се съхранява в Иконната галерия на Рилския манастир.

## Стенописи
От запазения ктиторски надпис се разбира, че стенописите на църквата са завършени на 9 март 1834 година. Църквата е изписана от видния бански майстор Димитър Молеров. Впечатляваща е сложната композиция Страшния съд, изписана на цялата западна стена отвън в преддверието. Красиви са и двата ктиторски портрета на Севастиан йеромонах и отшелник и Серафим архиерей Болгарски на западната стена в наоса, вляво от вратата.
Забележително е уникалното за България стенописно изображение на Света Богородица Царица Небесна с предобразни символи на източната стена на храма, отдясно на апсидната ниша. Света Богородица е нарисувана в цял ръст, седяща на трон с Младенеца на колене. Отстрани два ангела ѝ поставят корона, а в облаци около изображението има старозаветни предобразни символи, които свидетелстват за раждането на Месията и за достойнствата на Неговата майка: небесен трон, предобраз на Богородица, която ще роди Словото, огледало за непорочността на Дева Мария и образ на небесата, кадилница, която разгаря невеществения въглен, жезъл за небесната власт на Владичицата, скрижали за Закона като Слово, затворена вратаза вечното девичество, бял крин за целомъдрието, застъпничеството и Благата вест, стомна за чистата утроба и свещник за светлоносната свещ за тия, които са в тъмнина. В подножието на трона има слънце, звезда, неопалима къпина, летвица, извор и други.